# ساق (محافظة البكيرية)
ساق هو مركز يقع في منطقة القصيم في السعودية، وهو مركز فئة (ب) ويتبع إداريًا لمحافظة البكيرية.

## الموقع الجغرافي
يقع مركز ساق على بعد 58 كيلومتر غرب مدينة بريدة مقر إمارة منطقة القصيم، ويبعد عن محافظة البكيرية 40 كيلومتر، ويبعد عن مركز الفويلق 30 كيلومتر. كما يعتبر جبل ساق الشاهق علامة بارزة في المنطقة، وهو جبل شهير وقعت فيه عدة معارك.

## الخدمات الحكومية
يوجد في مركز ساق بعض الخدمات الحكومية ومنها:
- إمارة مركز ساق.
- مدرسة ابتدائية ومتوسطة (للبنين).
- مدرسة ابتدائية ومتوسطة وثانوية (للبنات).[3][1]

## السكان
يبلغ عدد السكان في مركز ساق قرابة 4000 نسمة ومعظم السكان من قبيلة حرب، ويعمل السكان في الغالب بالزراعة وتربية الدواجن والماشية.

## رئيس المركز
رئيس مركز ساق هو خالد بن سعود بن عبد الله الناقي السليمي الحربي.

## المناخ
مناخ صحراوي، حار جاف صيفًا، بارد ممطر شتاءً، وتبلغ درجة الحرارة صيفًا 45 درجة مئوية، وفي الشتاء تصل إلى ما دون الصفر.